# کالاوی (فلوریدا)
کالاوی (به انگلیسی: Callaway) شهری در شهرستان بی ایالت فلوریدا است که در سال ۱۹۹۶ بنیان‌گذاری شده‌است. این شهر طبق سرشماری سال ۲۰۱۰ میلادی، ۱۴٬۴۰۵ نفر جمعیت داشته و مساحت آن نیز ۱۵٫۸ کیلومتر مربع است.